# Dixeya nasuta
Dixeya nasuta es una especie extinta de gorgonopsio terápsido que vivió durante el Pérmico tardío de África Oriental , conocida a partir de fósiles encontrados en lo que hoy es Tanzania. La especie tiene una historia taxonómica complicada, pues originalmente fue nombrada como una segunda especie del género Dixeya que ahora se considera un sinónimo menor de Aelurognathus.

## Descubrimiento y denominación
Fue nombrada originalmente por el paleontólogo alemán Friedrich von Huene en 1950 a partir de dos cráneos recolectados de la Formación Usili (anteriormente conocida como K6 o la Formación Kawinga) en la Cuenca Ruhuhu de Tanzania; GPIT/RE/7118 (designado el espécimen holotipo ) y GPIT/RE/7119. Von Huene había erigido estos especímenes como segunda especie de Dixeya , un género acuñado en 1927 por Sidney H. Haughton para su especie tipo D. quadrata. En 1970, la paleontóloga francesa Denise Sigogneau Russell reasignó D. quadrata a Aelurognathus (como A. quadrata ) en su revisión sistemática de la taxonomía de los gorgonopsios, sinonimizando así los dos géneros. Sin embargo, no consideró que la D. nasuta de von Huene perteneciera a Aelurognathus , y en su lugar refirió tentativamente la especie a Arctognathus como Arctognathus nasuta .Además, Sigogneau (1970) solo consideró que el holotipo de D. quadrata de Malawi pertenecía a Aelurognathus , y no consideró que dos especímenes adicionales referidos a D. quadrata por von Huene en 1950 de Tanzania (GPIT/RE/7120 y GPIT/RE/7121) pertenecieran a la misma especie. En cambio, sugirió que también podrían ser referidos a Arctognathus nasuta además de otros tres especímenes tanzanos (MZC 886, MZC 887 y MZC 876) referidos a D. quadrata por Francis Rex Parrington en 1955. No obstante, Sigogneau fue cauteloso en la referencia de D. nasuta a Arctognathus , y había reconocido previamente que la referencia no era un asunto resuelto, especialmente en su opinión de que el techo del cráneo de D. nasuta no estaba lo suficientemente bien conservado para la comparación.

## Ecología

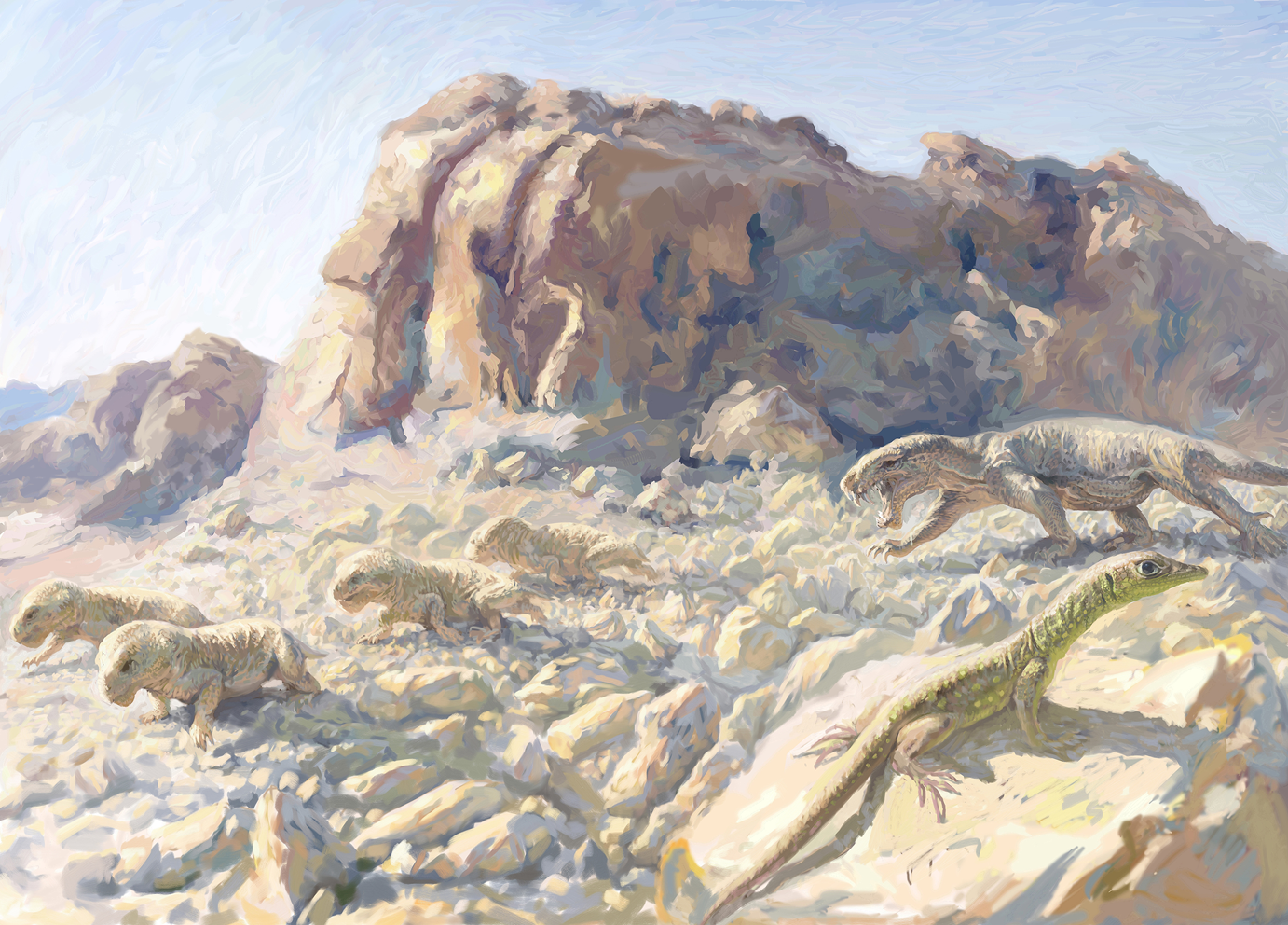
Dixeya cazando unos dicinodontes

Todos los especímenes fósiles conocidos de Dixeya nasuta han sido identificados en la Formación Usili, Cuenca Ruhuhu, al sur de Tanzania. Se sabe que esta formación, que data del Pérmico Superior, proporciona una cantidad bastante considerable de fósiles de varios tetrápodos . Durante este período, esta formación habría sido una llanura lluvial que habría tenido numerosos arroyos pequeños y serpenteantes que pasaban por llanuras aluviales con abundante vegetación . El basamento de esta formación también habría albergado una zona freática generalmente alta .
D. nasuta fue contemporánea de muchos otros gorgonopsios. Entre ellos se encuentran Cyonosaurus, Gorgonops, Inostrancevia , Lycaenops, Sauroctonus parringtoni, Scylacops, Aelurognathus, Dinogorgon, Rubidgea , Ruhuhucerberus y Sycosaurus. Los otros teriodontes presentes están representados por los terocéfalos Silphictidoides y Theriognathus, así como por el cinodonte Procynosuchus.
Los tetrápodos más numerosos en la formación son los dicinodontes , entre los que se encuentran Compsodon, Daptocephalus, Dicynodon, Dicynodontoides, Endothiodon, Euptychognathus, Geikia, Katumbia, Kawingasaurus, Oudenodon, Pristerodon, Rhachiocephalus y un criptodonte indeterminado . También se sabe que coexistio con Burnetia. Los terápsidos no son los únicos tetrápodos presentes en la Formación Usili. De hecho, se conocen saurópsidos como el arcosauromorfo Aenigmastropheus y los pareiasaurios Anthodon y Pareiasaurus. El único temnospóndilo registrado es Peltobatrachus.